# Sir John Soane's Museum
Le Sir John Soane's Museum (souvent appelé Soane Museum) est un musée éclectique qui présente des dessins, des tableaux, des meubles, de l'archéologie, etc. situé à Londres.
C'est l'ancienne maison de John Soane (1753 - 1837), architecte britannique néo-classique. Le musée expose de nombreux dessins, gravures et peintures, ainsi que des antiquités.

## Artistes dans les collections
- Francesco Piranesi,
- William Hogarth : 
  - Série « La Campagne électorale » (« The Humours of an Election ») : quatre toiles,
  - Série « La Carrière du Libertin » : huit toiles,
- Canaletto : trois tableaux dont Vue du quai des Schiavoni, vers l'ouest,
- Antoine Watteau : L'Accordée de village,
- William Turner : La Barge de l'amiral van Tromp entrant dans le Texel en 1645.

## Galerie

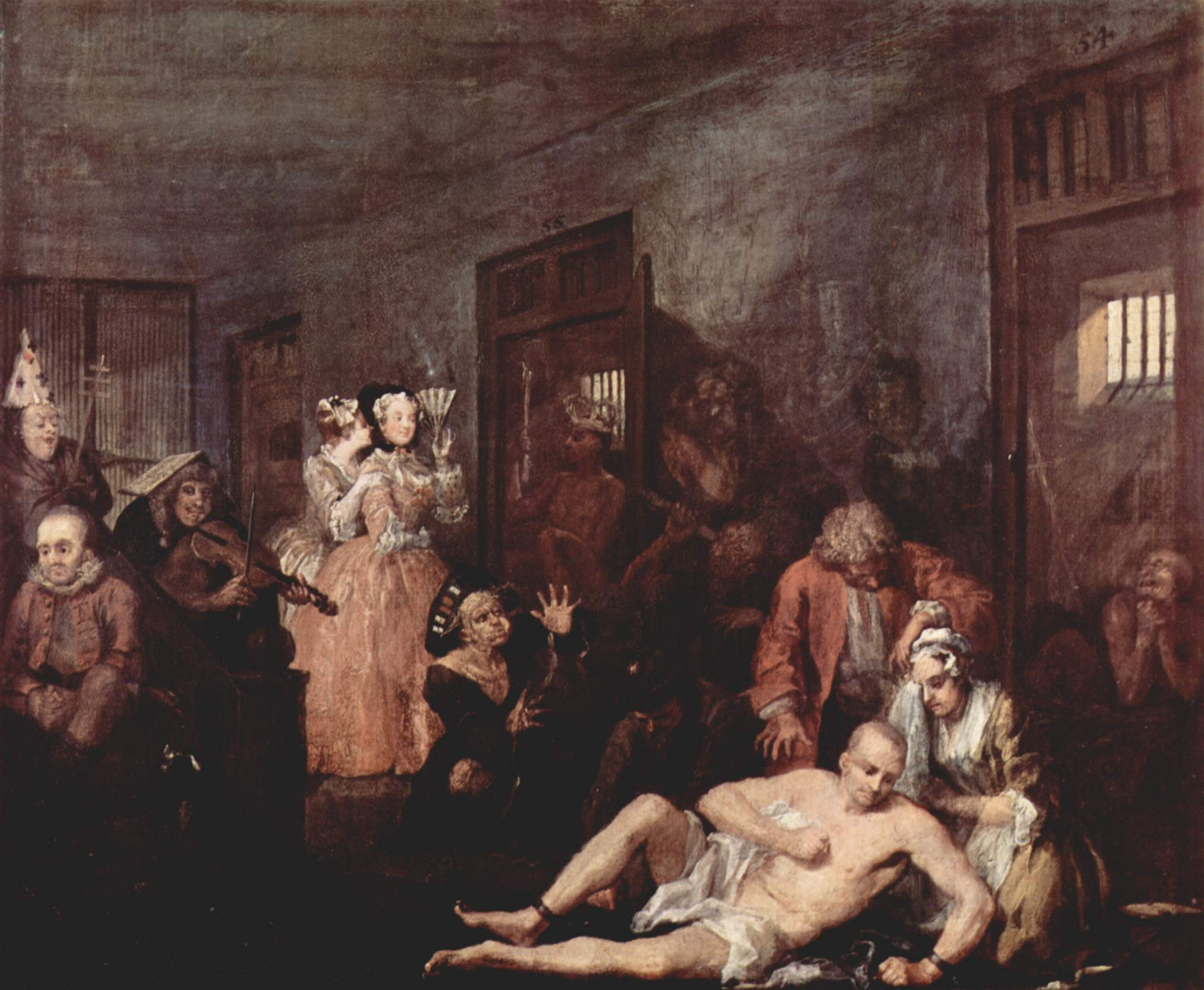
Hogarth : Le Libertin à Bedlam
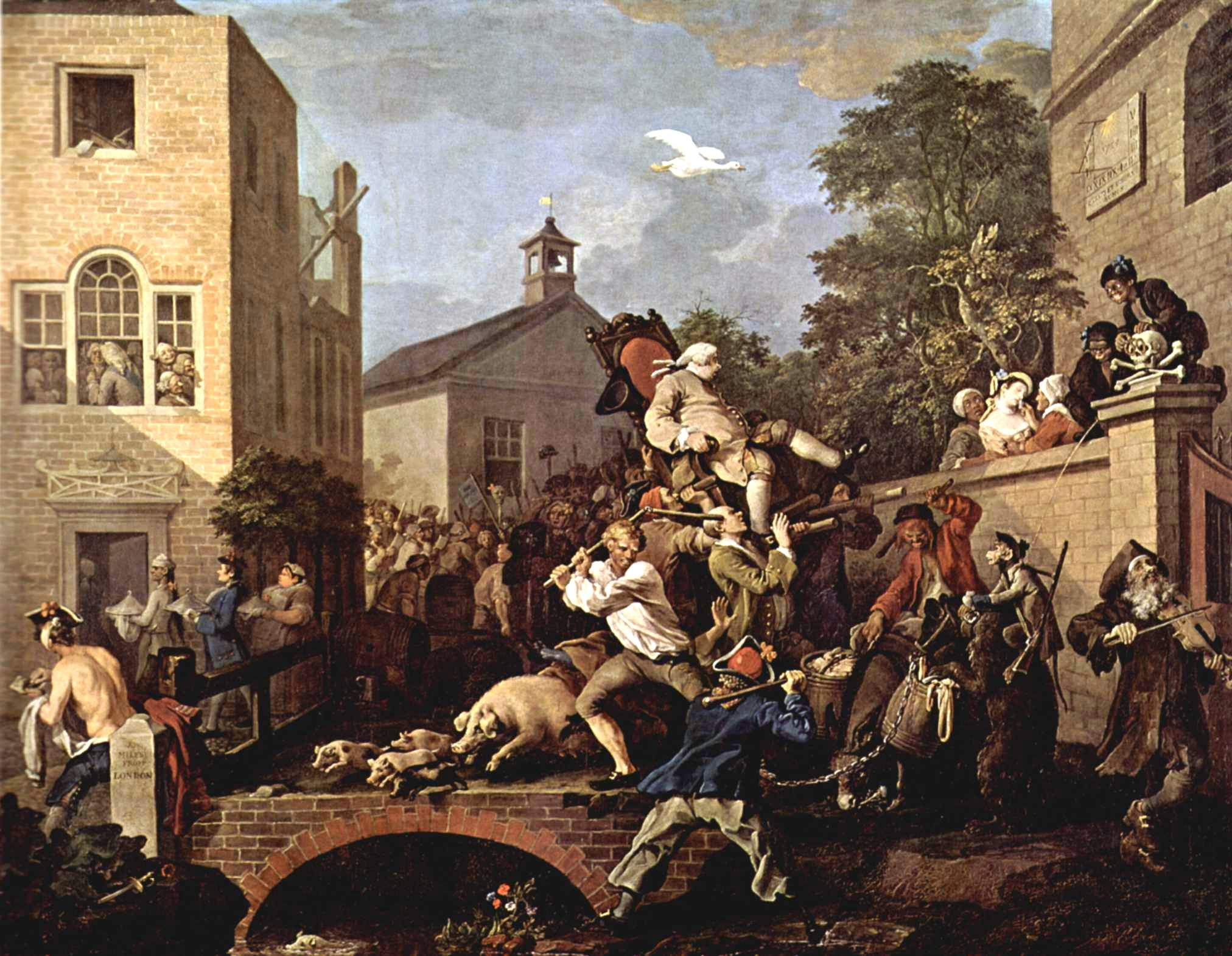
Hogarth : La Campagne électorale
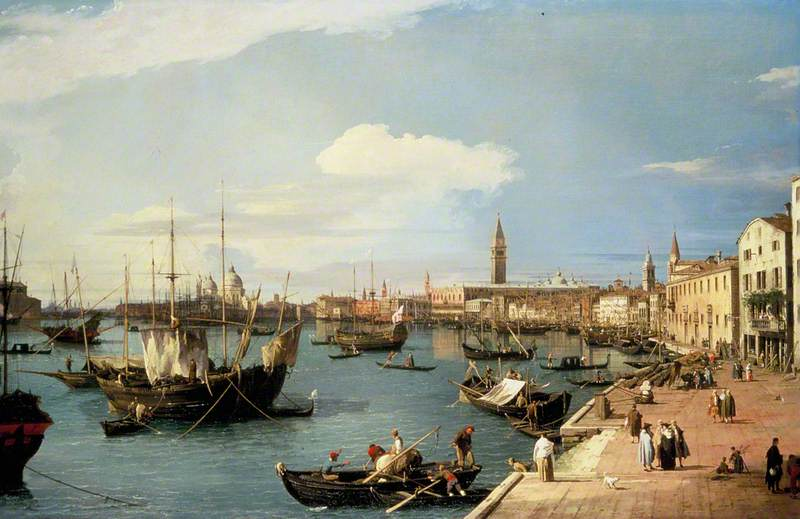
Canaletto : La rive des Schiavoni, vers l'ouest
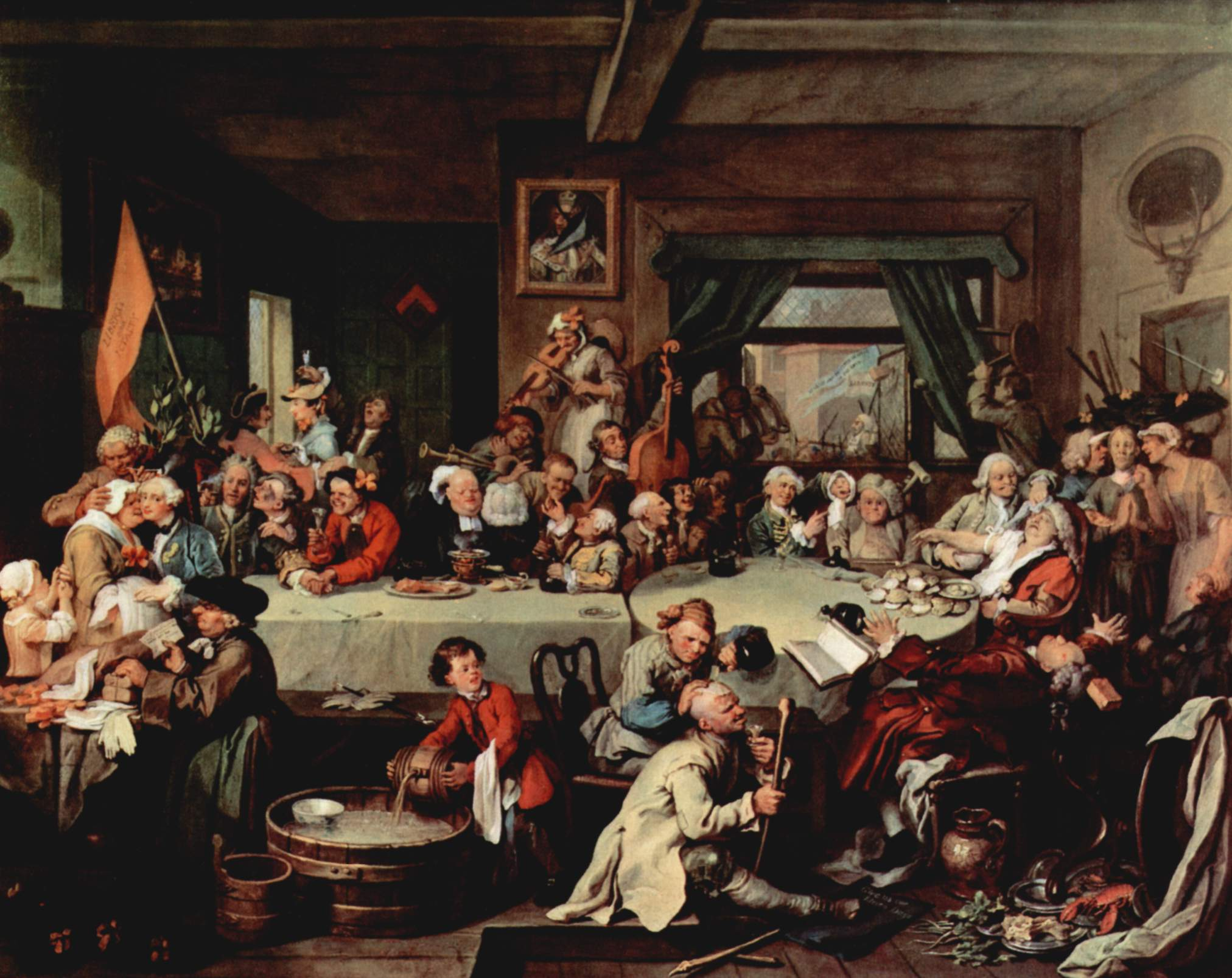
Hogarth : la Campagne électorale